# Т̈
Le té tréma (capitale Т̈, minuscule т̈) est une lettre de l’alphabet cyrillique utilisée dans l’écriture du wakhi. Elle est composée d’un té avec un tréma.

## Utilisation
Le té tréma est utilisé dans l’alphabet cyrillique wakhi proposé en 2011.

## Représentations informatiques
Le té tréma peut être représenté avec les caractères Unicodes suivants :
- précomposé (cyrillique, diacritiques)

| formes    | représentations | chaînes de caractères | points de code | descriptions                                     |
| --------- | --------------- | --------------------- | -------------- | ------------------------------------------------ |
| capitale  | Т̈               | Т◌̈                    | U+0422 U+0308  | lettre majuscule cyrillique té diacritique tréma |
| minuscule | т̈               | т◌̈                    | U+0442 U+0308  | lettre minuscule cyrillique té diacritique tréma |